# Jorge Gáspari
Jorge Gáspari (Mar del Plata, 3 novembre 1958) è un ex calciatore argentino, di ruolo centrocampista.

## Carriera

### Club
Ha giocato nella massima serie argentina con varie squadre.

### Nazionale
Con la nazionale argentina ha giocato 5 partite prendendo parte alla Copa América 1979.

## Palmarès

### Club

#### Competizioni nazionali
- Campionato argentino: 1

Quilmes: Metropolitano 1978